# La strage del 7º Cavalleggeri
La strage del 7º Cavalleggeri (Sitting Bull) è un film western del 1954, diretto da Sidney Salkow.

## Trama
Il capo indiano Toro Seduto, principale esponente della tribù Sioux, viene costretto a dichiarare una violenta guerra contro le forze militari del Colonnello George Armstrong Custer, dando luogo alla Battaglia del Little Bighorn. Durante lo scontro, il Maggiore Parrish, un amico dei Sioux, tenta di prevenire lo spargimento di sangue, ma dalla corte marziale viene mal giudicato per aver collaborato col nemico. Toro Seduto riesce tuttavia ad intercedere per Parrish presso il Presidente Grant, chiedendogli clemenza.